# 大島郵便局 (東京都)
大島郵便局（おおしまゆうびんきょく）は、東京都大島町にある郵便局である。民営化前の分類では集配特定郵便局であった。局番号は01771。

## 概要
住所：〒100-0199 東京都大島町元町4-1-6
伊豆大島で最も大きな集落である元町地区に所在し、大島町の内、波浮港地区および差木地地区以外を集配する。

## 沿革
- 1875年（明治8年）10月 - 岡田郵便局（五等）として開局[1]。
- 1886年（明治19年）4月26日 - 大島岡田郵便局に改称。
- 1895年（明治28年）1月1日 - 大島郵便局に改称。
- 1900年（明治33年）3月16日 - 為替・貯金取扱を開始。
- 1903年（明治36年）3月31日 - 大島郵便電信局となる。
- 1903年（明治36年）4月1日 - 通信官署官制の施行に伴い大島郵便局となる。
- 19xx年 - 元村郵便局に改称。
- 1955年（昭和30年）10月1日 - 大島郵便局に改称[2]。
- 1957年（昭和32年）3月17日 - 電話通話および電報受付事務を除く電気通信業務を、大島電報電話局に移管。
- 2007年（平成19年）10月1日 - 民営化に伴い、併設された郵便事業新東京支店大島集配センターに一部業務を移管。
- 2012年（平成24年）10月1日 - 日本郵便株式会社の発足に伴い、郵便事業新東京支店大島集配センターを大島郵便局に統合。

## 取扱内容
- 郵便、印紙、ゆうパック、内容証明
- 貯金、為替、振替、振込、国際送金、国債
- 生命保険、バイク自賠責保険
- ゆうちょ銀行ATM
- 大島町内の一部地域の集配業務

## 風景印
- 図案は三原山遠望と大島娘、椿。局名表示は「東京大島」
- 使用開始日は1955年（昭和30年）10月1日

## 周辺
- 大島町役場
- 七島信用組合本店
- みずほ銀行大島特別出張所
- 元町港

## アクセス
- 元町港より徒歩
- 大島空港から南へ約3.5km
- 駐車場なし